# Буферний підсилювач
Бу́ферний підси́лювач в електроніці — підсилювач, призначений для узгодження вихідного опору джерела сигналу з вхідним опором навантаження.

NPN-Емітерний повторювач

Буферний підсилювач напруги знижує вихідний опір джерела, в ідеалі будучи генератором напруги з нульовим вихідним опором. Вихідна напруга такого підсилювача, як правило, дорівнює вхідній; такі буферні підсилювачі називають повторювачами. У простому випадку емітерного повторювача вихідна напруга навіть менша за вхідну.